# إيان بريكين
إيان بريكين (بالإنجليزية: Ian Breckin)‏ هو لاعب كرة قدم بريطاني في مركز الدفاع، ولد في 24 يوليو 1975 في روثرهام ‏ في المملكة المتحدة. لعب مع نادي تشيسترفيلد ونادي روذرهام يونايتد ونوتينغهام فورست وويغان أتلتيك.

## وصلات خارجية
- إيان بريكين على موقع قاعدة بيانات كرة القدم.إي يو (الإنجليزية)
- إيان بريكين على موقع Soccerbase.com (لاعب) (الإنجليزية)